# Doba (Satu Mare)
Doba (Hongaars: Szamosdob) is een gemeente met 2.760 inwoners (2011) in het district Satu Mare, Roemenië. De gemeente omvat vijf dorpen:
| Roemeens | Hongaars     |
| -------- | ------------ |
| Boghiș   | Csengerbagos |
| Dacia    | Dácia        |
| Doba     | Szamosdob    |
| Paulian  | Sándormajor  |
| Traian   | Újbagos      |

## Bevolking
Etnische groepen (2011):
- Roemenen: 61%
- Hongaren: 19%
- Roma: 13%
- Oekraïners: 4%

61% Van de bevolking heeft Roemeens als eerste taal, 23% Hongaars, 9% Romani en 3% Oekraïens.
Steden met gemeentestatus: Satu Mare · Carei

Steden zonder gemeentestatus: Ardud · Negrești-Oaș · Tășnad · Livada

Gemeenten: Acâș · Andrid · Apa · Bătarci · Beltiug · Berveni · Bixad · Bârsău · Bogdand · Botiz · Călinești-Oaș · Cămărzana · Cămin · Căpleni · Căuaș · Cehal · Certeze · Craidorolț · Crucișor · Culciu · Doba · Dorolț · Foieni · Gherța Mică · Halmeu · Hodod · Homoroade · Lazuri · Medieșu Aurit · Micula · Moftin · Odoreu · Orașu Nou · Păulești · Petrești · Pir · Pișcolt · Pomi · Sanislău · Santău · Săcășeni · Săuca · Socond · Supur · Tarna Mare · Terebești · Tiream · Târșolț · Turț · Turulung · Urziceni · Valea Vinului · Vama · Vetiș · Viile Satu Mare